# 艾興貝格魏爾湖
49°09′11″N 10°46′22″E / 49.153113°N 10.772913°E
艾興貝格魏爾湖（德語：Eichenberger Weiher），是德國的湖泊，位於該國東南部，由巴伐利亞州負責管轄，處於豪恩多夫，長0.5公里、寬0.2公里，面積0.02平方公里，海拔高度427米，平均水深1.5米，最大水深3.5米，湖岸線長度2.1公里。